# Ammiel
Ammiel (signifiant « peuple de Dieu ») est le nom de plusieurs personnages de l'Ancien Testament : 
1. un des douze espions de Moïse pour explorer le pays de Canaan[1]. Il est l'un des dix qui périssent d'une plaie pour avoir décrié le pays[2].
2. le père de Machir de Lodebar, chez qui Mephibosheth trouve refuge[3]
3. le père de Bethsabée, femme de Urie le Hittite puis du roi David[4]. Il s'appelle  Éliam dans le Deuxième livre de Samuel[5]
4. un des fils d'Obed-Édom, de la tribu de Lévi[6]

## Personnalités portant ce prénom
- Ammiel Bushakevitz (*1986), pianiste israélo-sud-africain
- Ammiel Hirsch (*1959), Rabbin juif réformé